# Bělásek řepkový
Bělásek řepkový (Pieris napi) je středně velký motýl, jeden z téměř dvaceti druhů z čeledě běláskovitých, kteří se vyskytují v přírodě České republiky. Po taxonomické stránce je druh blíže zařazen do podčeledě bělásků (Pierinae).

## Rozšíření
Tento převážně palearktický druh žije téměř v celé Evropě a východním směrem v mnoha oblastech Asie až po indický subkontinent a Japonsko. Vyskytuje se také v severní Africe i Severní Americe. Pro život si vybírá jak stinné a vlhké prostředí, tak i suchou a volnou krajinu, to mu dovoluje osídlovat i přechodné biotopy včetně území pozměněná lidskou činností, v horách jej lze spatřit do výše 2000 až 3000 m.
Samičky se od svého místa vylíhnutí poblíž kvetoucích rostlin příliš nevzdalují, samečci naopak jsou dobrými letci a při hledání samiček létají na velké vzdálenosti. V české krajině je téměř všude hojný a není považován za ohrožený druh.

## Vzhled
Nejčastěji mívá rozpětí křídel od 35 do 45 mm. Ve vzhledu se projevuje pohlavní dimorfismus, samička má při zadním okraji předního křídla obvykle dvě výrazné černé skvrny a sytější černé poprášení svrchní strany křídel, celkově působí tmavším dojmem. Žíly na křídlech motýlů vypadají jako šedě posýpané. Jarní generace bývá více vybarvená a prokreslená, je znána i žlutá forma.

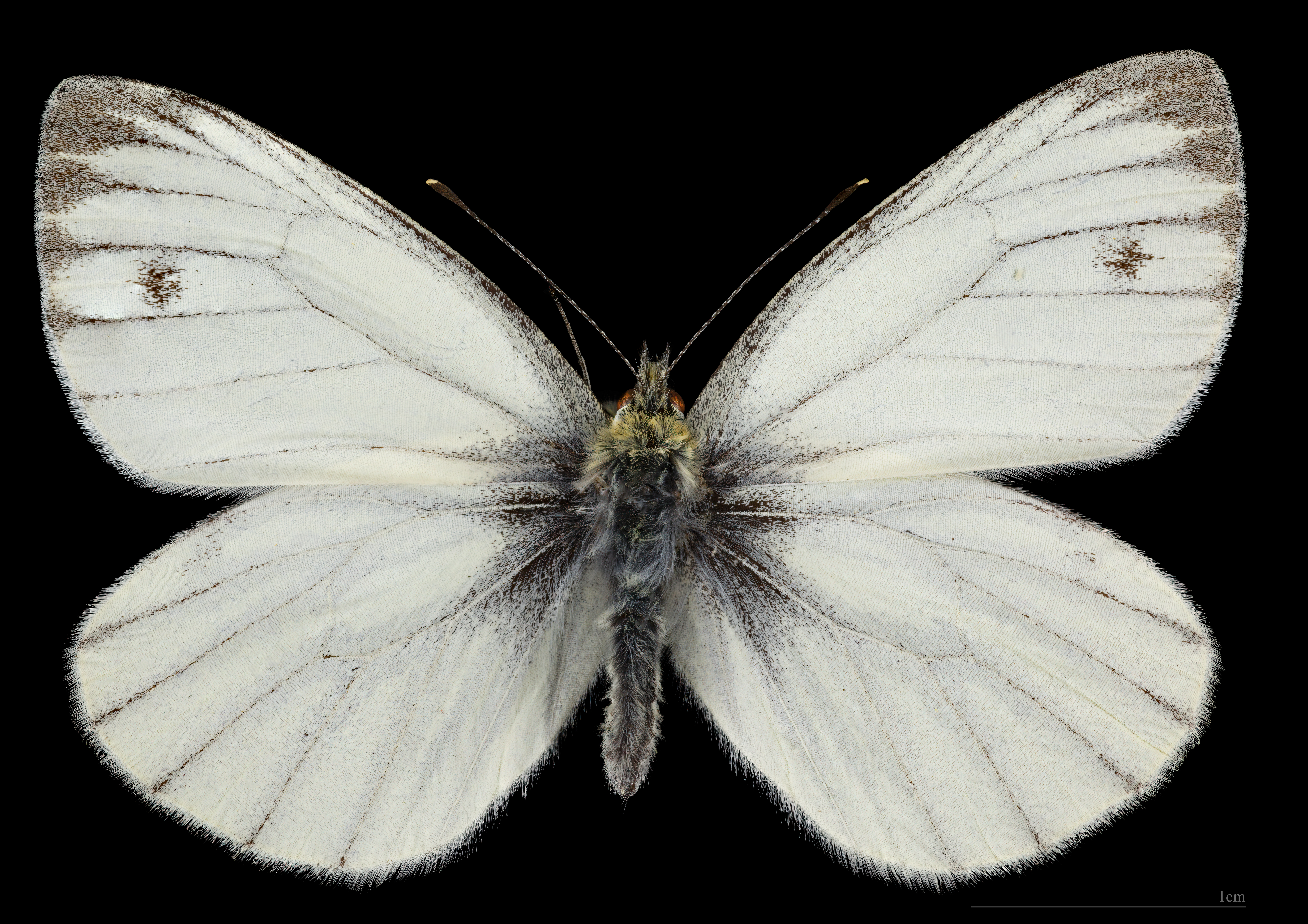
Pieris napi ♂
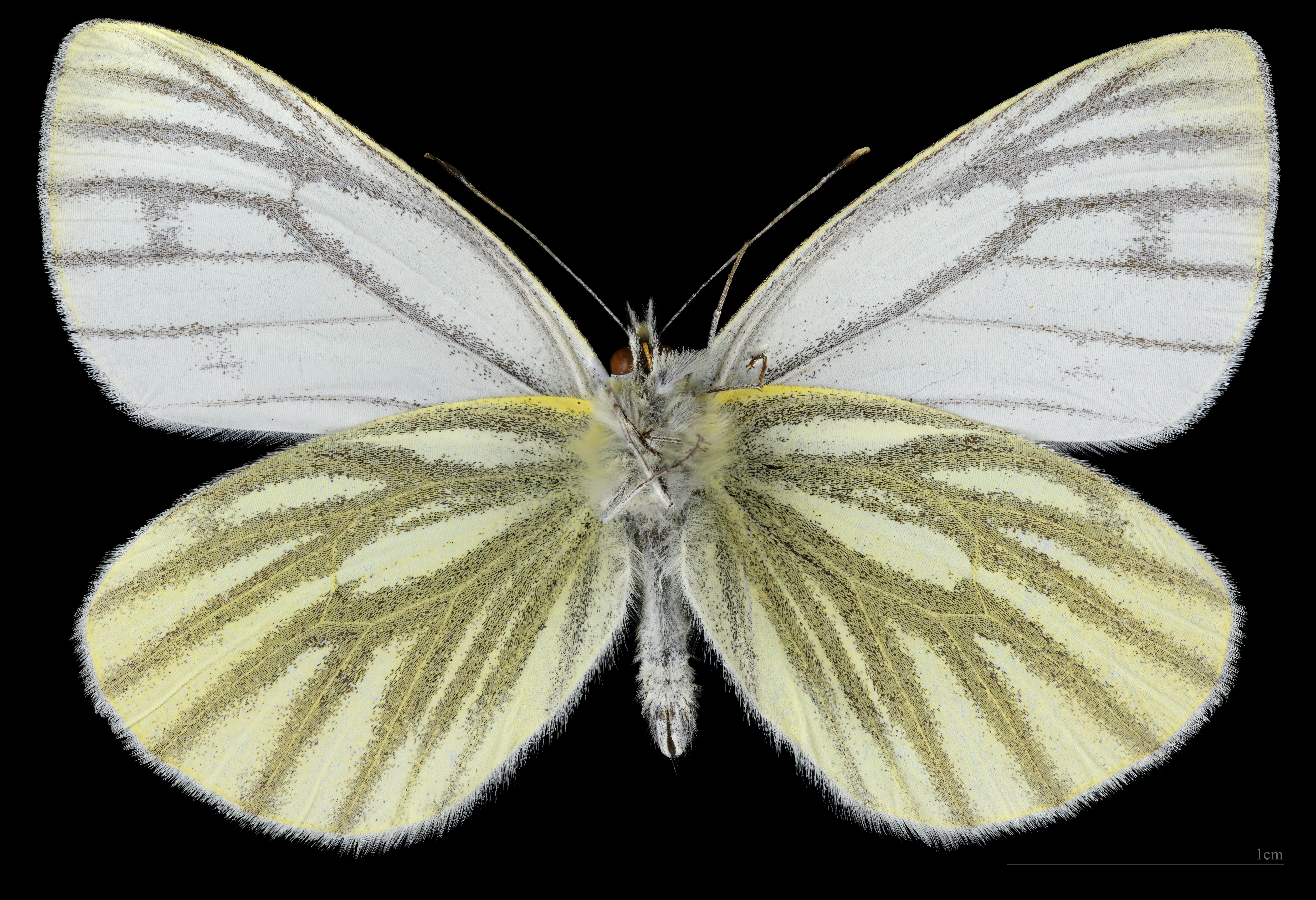
Pieris napi  ♂  △
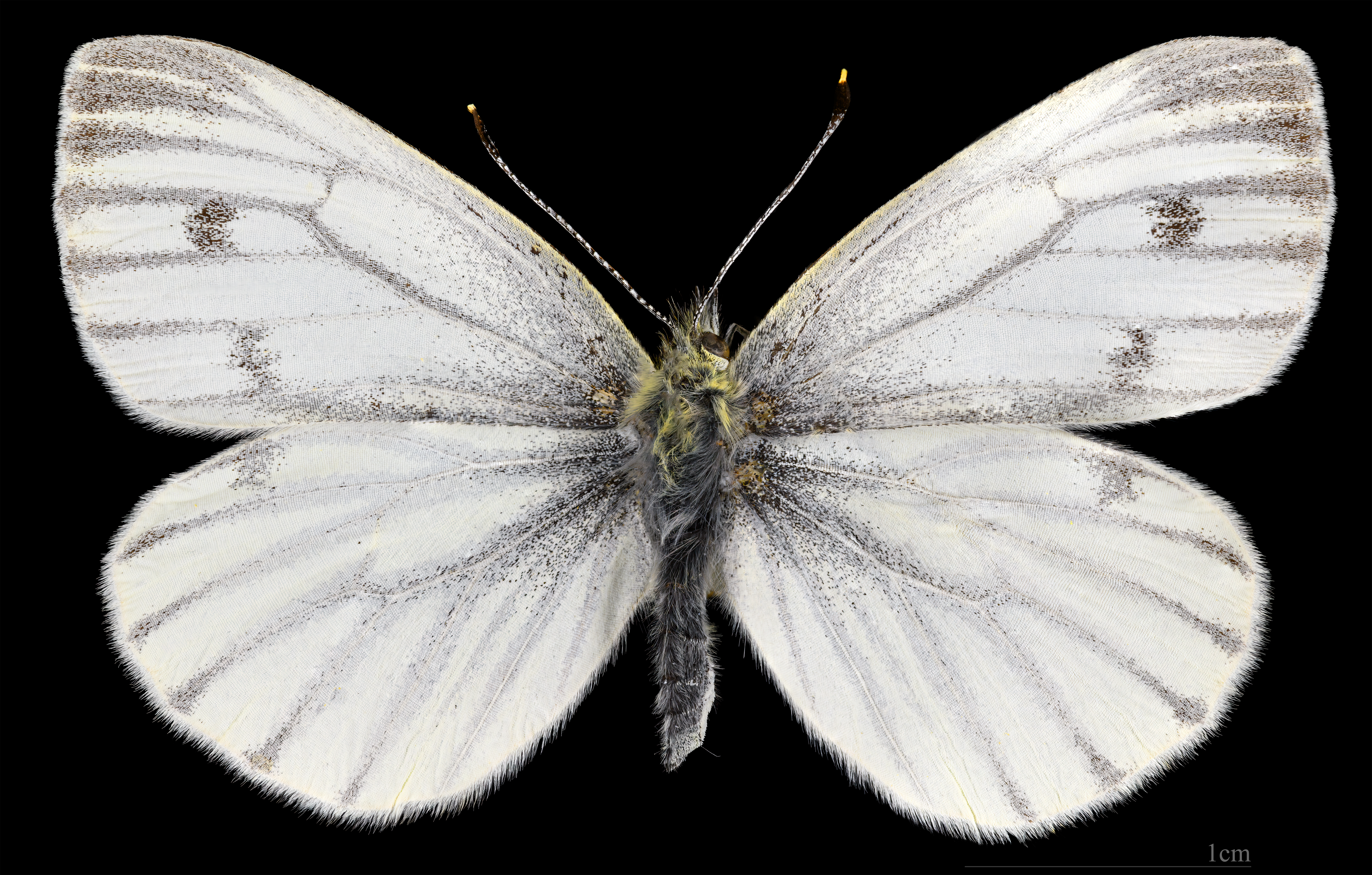
Pieris napi  ♀
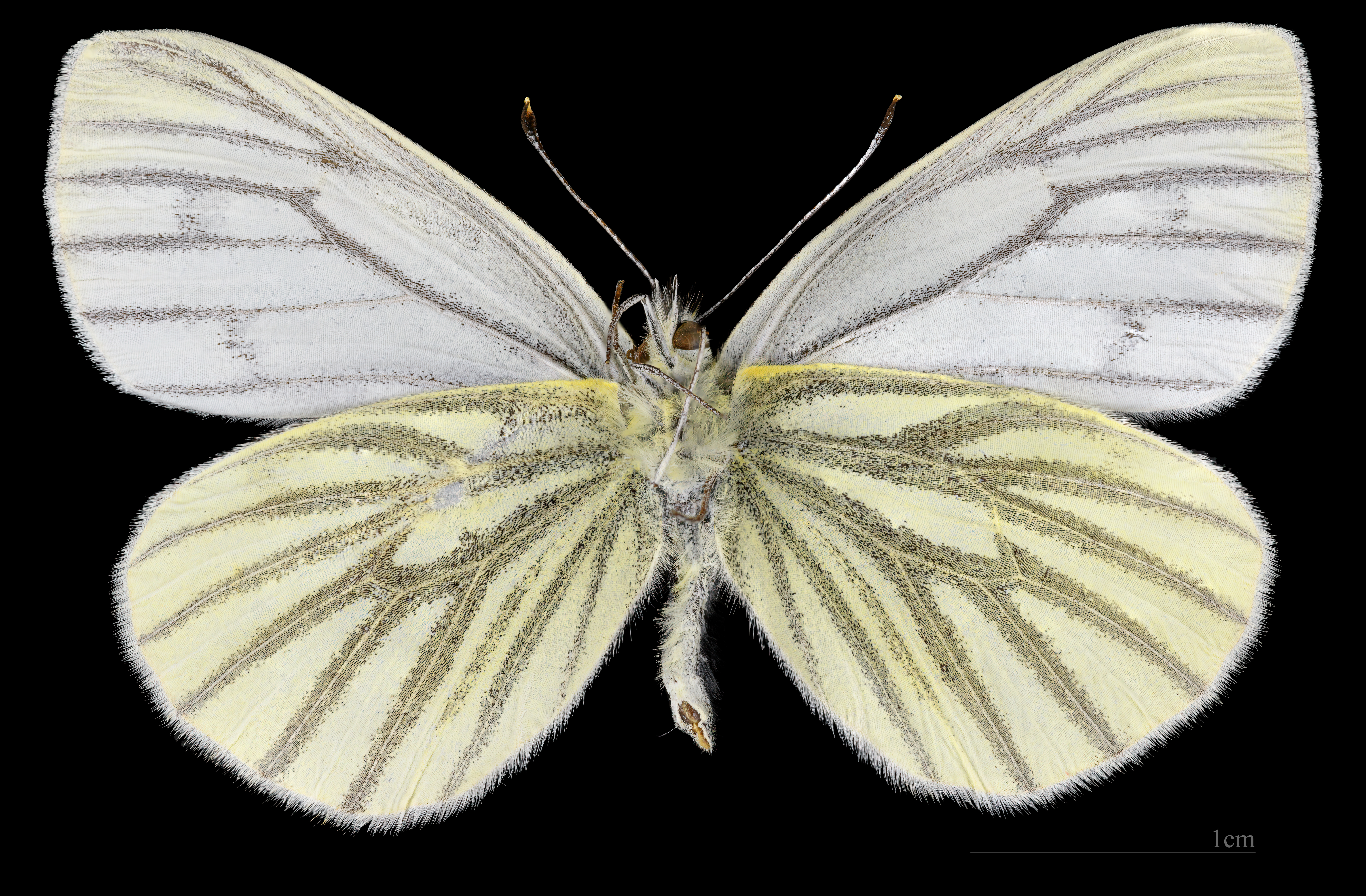
Pieris napi  ♀ △

## Životní cyklus
Bělásek řepkový ve středoevropských podmínkách mívá nejčastěji ročně dvě generace, v teplých létech i tři. Délka vývoje jednotlivých generací odvisí od přírodních podmínek. Samička se páří nejméně se dvěma samečky (polyandrie). Zimní období druh přežívá ve stadiu kukly přilepené k rostlině.
Samičky prvé generace, vylíhnuté z kukel předešlého roku, snášejí vřetenovitá vajíčka obvykle v květnu. Kladou je nejčastěji po jednom na spodní strany listů nebo mladé výhonky. Asi za týden se z vajíček vylíhnou matně zelené housenky (larvy) s množstvím drobných černých teček a s jemným ochlupením na hřbetní straně. Přibližně tři týdny se housenky živí listy rostlin a pak se zakuklí, zelené nebo krémové kukly jsou přichyceny k nízkým lodyhám. Po dvou týdnech vylétne z kukel nová generace motýlů která naklade vajíčka v červenci či srpnu. Po larválním stádiu se zakuklí a ve stadiu kukly přezimují do příštího roku. Ve velmi teplých létech se může počátkem září z některých kukel vylíhnou i třetí generace, ta naklade vajíčka a počátkem října se housenky zakuklí a přezimují. V jihoevropských podmínkách bývají ročně i čtyři generace.

## Význam
Rostliny na kterých se housenky běláska řepkového živí jsou různé druhy divoce rostoucích druhů z čeledi brukvovitých. Mezi hlavní patří česnáček lékařský, hořčice polní, řeřišnice luční, řeřišnice hořká i různé druhy huseníku, rukve, hulevníku a potočnice, na pěstovaných kultivarech užitkových rostlin se běžně nevyskytují. Proto nejsou tito motýli považování za škůdce.

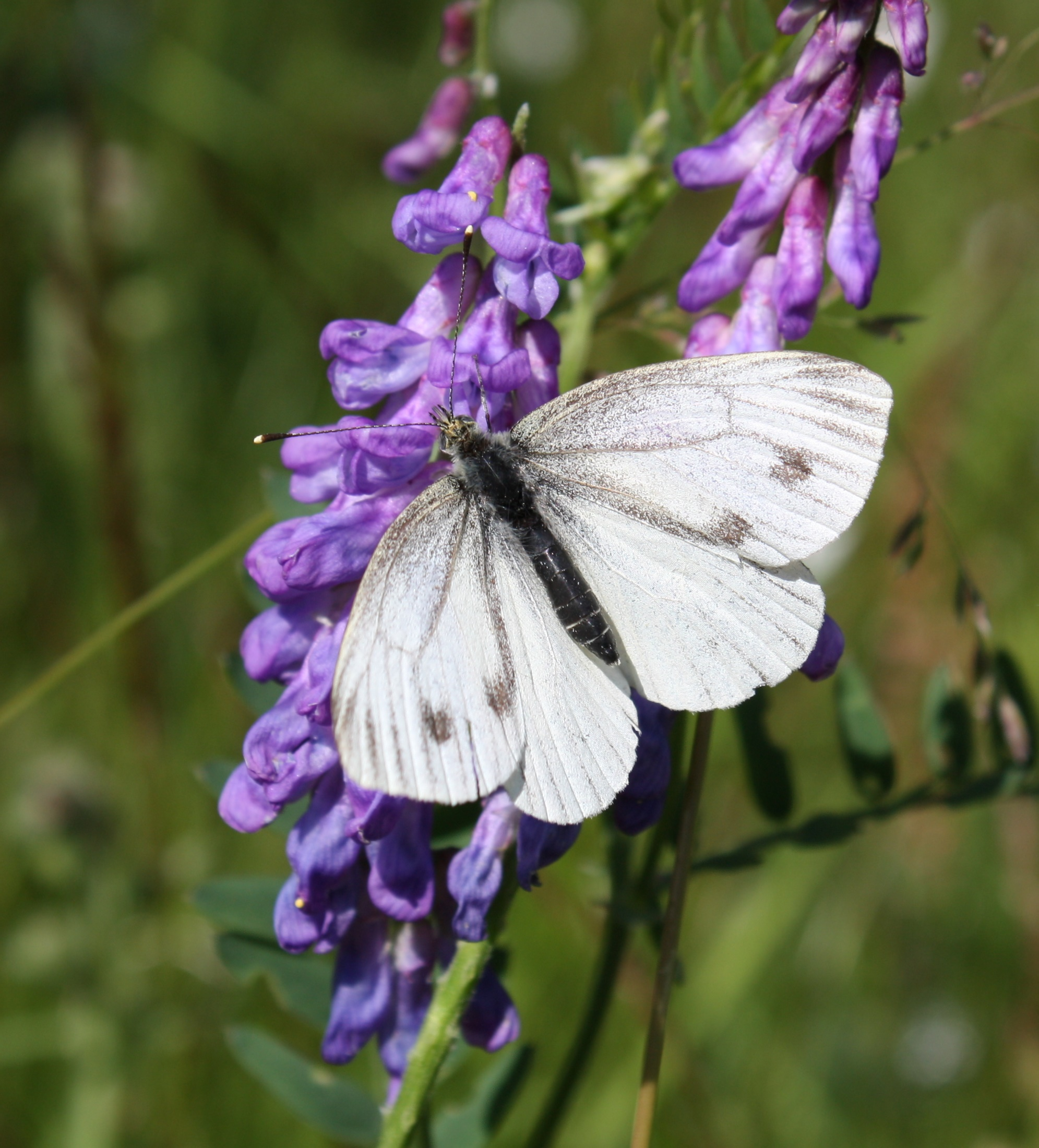
Samička
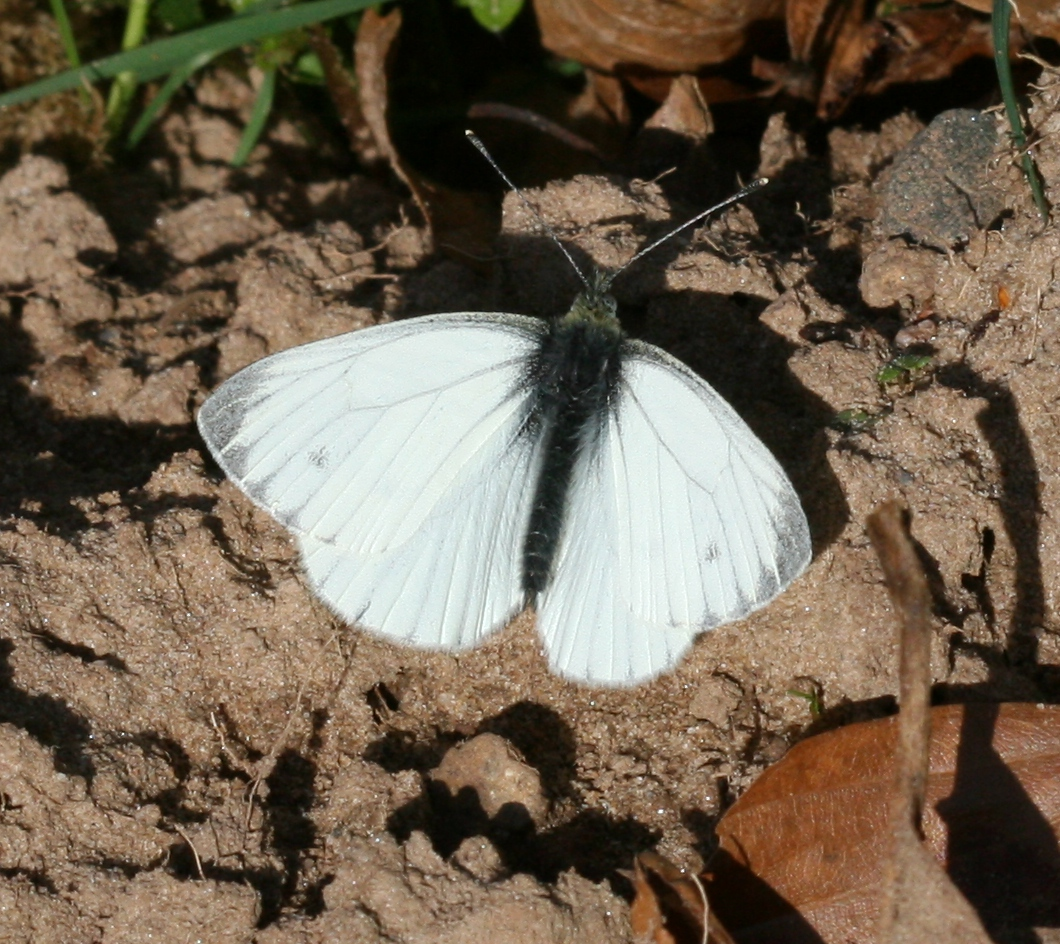
Sameček
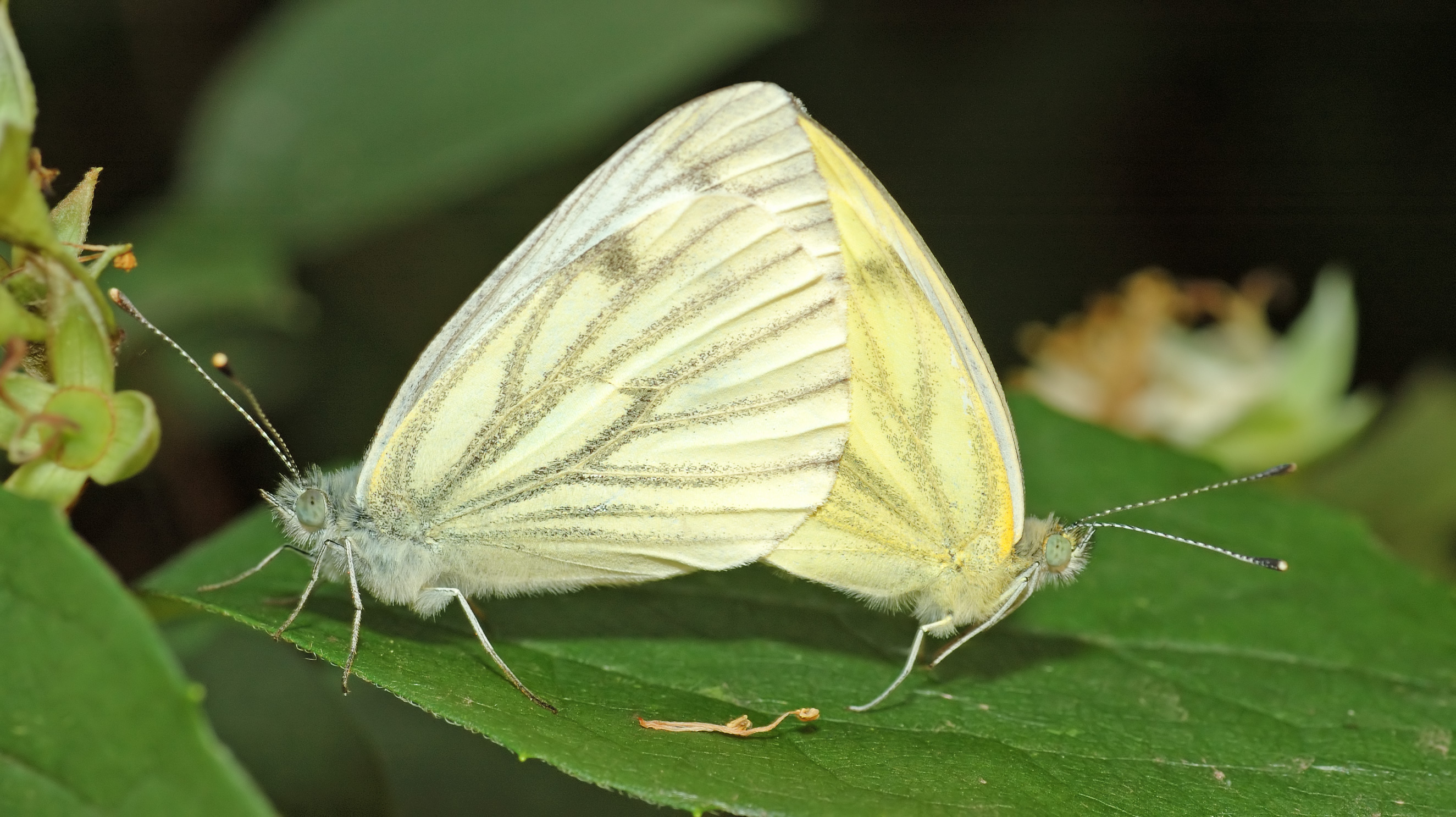
Páření
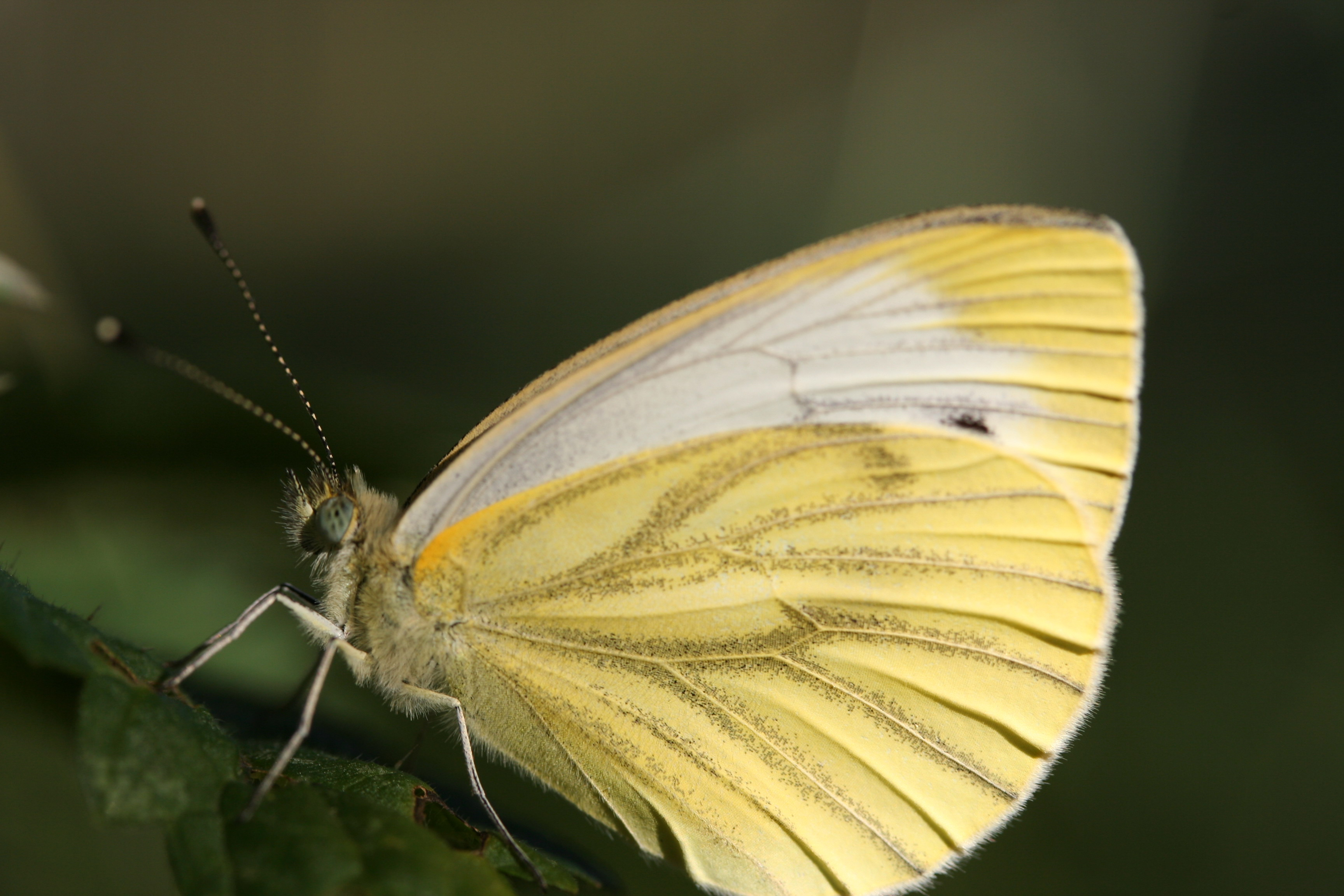
Žlutá forma